# (6259) Maillol
(6259) Maillol es un asteroide perteneciente al cinturón de asteroides, región del sistema solar que se encuentra entre las órbitas de Marte y Júpiter, descubierto el 30 de septiembre de 1973 por Cornelis Johannes van Houten en conjunto a su esposa también astrónoma Ingrid van Houten-Groeneveld y el astrónomo Tom Gehrels desde el Observatorio del Monte Palomar, Estados Unidos.

## Designación y nombre
Designado provisionalmente como 3236 T-2. Fue nombrado Maillol en homenaje al escultor y artista gráfico francés, Aristide Maillol. Estudió pintura con Paul Gauguin, pero debido a una enfermedad de sus ojos se convirtió en escultor. Después de Auguste Rodin, generalmente es considerado como el mayor escultor francés.

## Características orbitales
Maillol está situado a una distancia media del Sol de 2,277 ua, pudiendo alejarse hasta 2,586 ua y acercarse hasta 1,967 ua. Su excentricidad es 0,135 y la inclinación orbital 6,702 grados. Emplea 1255,27 días en completar una órbita alrededor del Sol.

## Características físicas
La magnitud absoluta de Maillol es 13,8. Tiene 4,464 km de diámetro y su albedo se estima en 0,353. 